# دراغان بوشنياك
دراغان بوشنياك (بالصربية: Драган Бошњак)‏ هو لاعب كرة قدم صربي في مركز الوسط، ولد في 19 أكتوبر 1956 في Kanjiža ‏ في صربيا، وتوفي في 27 مارس 2019. شارك مع منتخب يوغوسلافيا تحت 21 سنة لكرة القدم. أما مع النوادي، فقد لعب مع دينامو زغرب وسبارتاك سوبتيتسا ونادي فويفودينا.

## وصلات خارجية
- دراغان بوشنياك على موقع قاعدة بيانات كرة القدم.إي يو (الإنجليزية)
- دراغان بوشنياك على موقع عالم كرة القدم.نت (الإنجليزية)